# Libéralisme vert
 (mai 2024).
Si vous disposez d'ouvrages ou d'articles de référence ou si vous connaissez des sites web de qualité traitant du thème abordé ici, merci de compléter l'article en donnant les références utiles à sa vérifiabilité et en les liant à la section « Notes et références ».

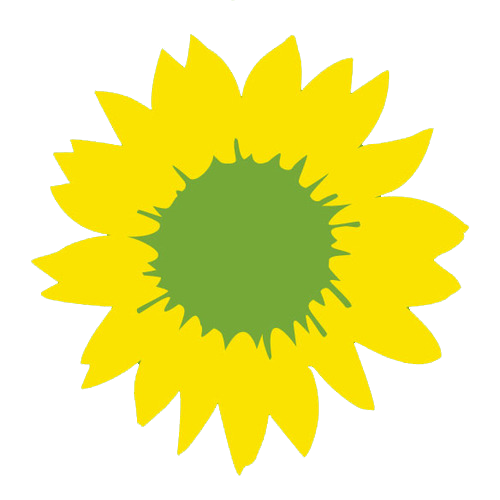
Symbole d'Alliance 90/Les Verts (2011).

Le libéralisme vert ou écologisme libéral est une forme de libéralisme qui inclut l'écologisme dans son idéologie,. Les libéraux verts sont généralement socio-libéraux.
Le terme « libéralisme vert » (en anglais : green liberalism) est issu du livre Green Liberalism: The Free and The Green Society, écrit par le politologue Marcel Wissenburg (en) en 1998. Le libéralisme qui y est théorisé y défend le rejet du droit de propriété absolu et la restriction de certaines libertés qui sont utilisées pour détruire la nature et les ressources naturelles. Néanmoins, il rejette le contrôle des naissances ou certaines formes de redistribution des richesses, incompatible avec la liberté individuelle. Il lui préfère le contrôle de l'offre, dans le but d'atteindre une production efficace et réduire la surproduction et la surexploitation.
Le libéralisme vert, qui peut être la nuance correspondant à l'écologie de droite (libérale, avec Écologie libérale ou dans une moindre mesure les Vert'Libéraux en Suisse), a pu acquérir une orientation progressiste sur les questions de société comme la planification familiale. Son idéologie correspond parfois à un écologisme de gauche libérale comme le courant majoritaire de l'Alliance 90/Les Verts, de sensibilité féministe, atlantiste et européiste, en Allemagne, ou un segment des Écologistes en France.